# Steve Goble
Stephen (Steve) Goble (Erpingham, 5 september 1960) is een Engels voormalig voetballer die uitkwam voor FC Groningen, SC Veendam, FC Utrecht en SC Heracles '74. Hij speelde als rechtsbuiten.